# Jimmy Gressier
Jimmy Gressier (Boulogne-sur-Mer, 4 maggio 1997) è un mezzofondista francese, detentore del record europeo dei 5 km e primatista nazionale dei 5000 e 10000 metri piani.
Ha vinto la medaglia d'oro nei 5000 metri e nei 10.000 metri ai Campionati Europei Under-23 del 2019. Gressier ha vinto quattro medaglie individuali ai Campionati Europei di corsa campestre, tra cui tre titoli U23. 

## Palmarès
| Anno             | Manifestazione          | Sede                | Evento            | Risultato | Prestazione | Note                          |
| ---------------- | ----------------------- | ------------------- | ----------------- | --------- | ----------- | ----------------------------- |
| 2015             | Mondiali di cross       | Guiyang             | Corsa U20         | 80º       | 27'10"      |                               |
| 2015             | Europei di cross        | Hyères              | Corsa U20         | 4º        | 17'48"      |                               |
| 2015             | Europei di cross        | Hyères              | A squadre         | Oro       |             |                               |
| 2016             | Mondiali U20            | Bydgoszcz           | 5000 m piani      | 10º       | 13'45"07    |                               |
| 2016             | Europei di cross        | Chia                | Corsa U20         | 4º        | 17'19"      |                               |
| 2016             | Europei di cross        | Chia                | A squadre         | Oro       | 35 p.       |                               |
| 2017             |                         |                     |                   |           |             |                               |
| Europei U23      | Bydgoszcz               | 5000 m piani        | dq                | dq        |             |                               |
| Europei di cross | Šamorín                 | Corsa U23           | Oro               | 24'35"    |             |                               |
| Europei di cross | Šamorín                 | A squadre           | Oro               |           |             |                               |
| 2018             | Giochi del Mediterraneo | Tarragona           | 5000 m piani      | 8º        | 14'01"13    |                               |
| 2018             | Europei di cross        | Tilburg             | Corsa U23         | Oro       | 23'37"      |                               |
| 2018             | Europei di cross        | Tilburg             | A squadre         | Oro       | 37 p.       |                               |
| 2019             | Europei indoor          | Glasgow             | 3000 m piani      | 7º        | 8'00"89     |                               |
| 2019             | Europei U23             | Gävle               | 5000 m piani      | Oro       | 14'16"55    |                               |
| 2019             | Europei U23             | Gävle               | 10000 m piani     | Oro       | 28'44"17    |                               |
| 2019             | Europei di cross        | Lisbona             | Corsa U23         | Oro       | 24'17"      |                               |
| 2019             | Europei di cross        | Lisbona             | A squadre         | Oro       | 85 p.       |                               |
| 2021             | Europei indoor          | Toruń               | 3000 m piani      | 8º        | 7'52"43     |                               |
| 2021             | Giochi olimpici         | Tokyo               | 5000 m piani      | 13º       | 13'11"33    |                               |
| 2021             | Europei di cross        | Dublino             | Corsa Seniores    | Bronzo    | 30'34"      |                               |
| 2021             | Europei di cross        | Dublino             | A squadre         | Oro       | 13 pt.      |                               |
| 2022             | Mondiali                | Eugene              | 10000 metri piani | 11º       | 27'44"55    |                               |
| 2022             | Europei                 | Monaco              | 10000 m piani     | 4º        | 27'49"84    |                               |
| 2023             | Mondiali                | Budapest            | 5000 m piani      | 9º        | 13'17"20    |                               |
| 2024             | Europei                 | Roma                | 5000 m piani      | 5º        | 28'01"42    |                               |
| 2024             | Giochi olimpici         | Parigi              | 5000 metri piani  | Batteria  | 14'09"95    |                               |
| 2024             | Giochi olimpici         | Parigi              | 10000 metri piani | 13º       | 26'58"67    | Record nazionale              |
| 2025             | Europei su strada       | Bruxelles e Lovanio | Mezza maratona    | Oro       | 59'45"      | Miglior prestazione personale |
| 2025             | Europei su strada       | Bruxelles e Lovanio | A squadre         | Oro       | 3h04'38"    |                               |

## Campionati nazionali
2018
- 10º ai campionati francesi, 1500 m piani - 3'47"73

2019
- 5º ai campionati francesi, 1500 m piani - 3'45"96
- Argento ai campionati francesi indoor, 3000 m piani - 7'52"08
- Oro ai campionati francesi di 10 km su strada - 28'54"

2020
- Oro ai campionati francesi, 5000 m piani - 13'33"08

2021
- Argento ai campionati francesi, 5000 m piani - 13'35"94
- 4º ai campionati francesi indoor, 1500 m piani - 3'41"07
- Oro ai campionati francesi di corsa campestre - 13'50"

2022
- Oro ai campionati francesi di 10 km su strada - 27'41"

2023
- Oro ai campionati francesi, 5000 m piani - 13'23"56
- Oro ai campionati francesi di corsa campestre - 32'24"

## Altre competizioni internazionali
2020
- 7º all'Herculis ( Monaco), 5000 m piani - 13'15"77

2021
- 8º al British Grand Prix ( Gateshead), 5000 m piani - 13'25"36

2022
- Oro in Coppa Europa dei 10000 metri ( Pacé) - 27'24"51
- 4º al Meeting de Paris ( Parigi), 5000 m piani - 13'08"75

2023
- Argento al Memorial Van Damme ( Bruxelles), 10000 m piani - 27'25"48
- Bronzo al Bauhaus-Galan ( Stoccolma), 3000 m piani - 7'40"21
- 11º alla Valencia 10K Ibercaja ( Valencia) - 27'40"

2024
- 11º ai Bislett Games ( Oslo), 5000 m piani - 12'54"97

2025
- 4º al Meeting de Paris ( Parigi), 5000 m piani - 12'51"59
- Argento all'Herculis ( Monaco), 5000 m piani - 12'53"36
- Argento al David Hemery Valentine Invitational ( Boston), 5000 m piani indoor - 12'54"92